# Abasan al-Kabera
Pour les articles homonymes, voir Kabera.
Abasan al-Kabera est une ville palestinienne située dans la Bande de Gaza.
Sa population était d'environ 26 767 habitants en 2017 au recensement mené par le bureau central palestinien des statistiques.

## Géographie
La ville est reliée à Khan Younès par une rue local qui traverse d’autres villages, Bani Suheila et Khuza'a. Abasan al-Kabera et son voisin Abasan al-Saghira se sont étendus l’un vers l’autre et forment désormais une zone urbaniséée autour de Khan Younès[réf. nécessaire].
Les revenus de la ville viennent surtout de l’agriculture. Une petite industrie produit des fournitures pour la construction comme des briques et des outils agricoles. La société est fortement influencée par les structures tribales, le modèle familial étant la famille étendue comme les Qudayh in (arabe : قديح ), Alshawaf, Al-Daghmah, M'ssabih, Abu Yousef, Abu Mustafa, Abu Tair, Abu Dagga, Abu Tabash, Abu Draz, Abu Mutlaq, Abu Hamed, Abu Subha and Abu Amer, Abu Tuaima. Dans les familles, on a habituellement recours à la coutume pour résoudre les différents[réf. nécessaire].

## Histoire
Le site du village était habité à l’époque romaine, où il appartenait à la province de Judée, et sous l’Empire byzantin. Une inscription en grec de 606 a été retrouvée sur le site. Quelques ruines subsistent de cette époque. Quelques sites archéologiques  de l’époque du Califat et des périodes antérieures, comme le sanctuaire d’Ibrahim. Certains historiens relient la population d’Abasan à la famille Abes[réf. nécessaire]
Parmi les découvertes archéologiques faites à Abasan al-Kabera se trouve une mosaïque décrivant une dédicace en grec. La mosaïque, de 9x4 mètres, est ornée de figures géométriques et de motifs floraux, d’oiseaux, de coupes remplies de fruits, et d’une bande tressée.

### Empire ottoman
Abasan apparaît dans le cadastre ottoman de 1596, dans la nahié de Gaza et la Liwa de Gazza. Le village est alors habité par 28 foyers, tous musulmans, payant des taxes sur le blé, l’orge, les récoltes d’été, les fruits, les revenus occasionnels, les chèvres et les ruches.
En 1886, Abasan al-Kabera est décrite comme un petit village florissant, aux maisons construites en pierre. Quatre piédestals de marbre ont été mis au jour au village, dont trois sont conservés.
Les habitants d’Abasan al-Kabera ont peuplé le village de Khirbat Manshiyya, dans le sous-district de Tulkarem.

### Mandat brittanique
Au recensement de 1922 mené par les autorités britanniques, Abassan (probablement s’agit-il des deux Abasan recensés ensemble), dans le sous-district de Gaza, avait 695 habitants, tous musulmans ; à celui de 1931, la population était de 1144 habitants, tous musulmans.
Dans les statistiques de Villages de 1945, les deux Abasans sont encore recensés ensemble, avec 2230, tous musulmans, avec 16 084 dounams de terres. 92 dounams étaient utilisés pour les vergers et les terres irriguées, 15 616 pour les céréales. 69 dounams étaient construits.

### Guerre de 1948
Après la première guerre israélo-arabe, Abasan al-Kabera passe sous contrôle égyptien avec le reste de la bande de Gaza. L’Égypte s’est plainte à la commission mixte d'armistice des bombardements et tirs de mitraillette israéliens des 7 et 14 octobre 1950 sur les villages d’Abasan al-Kabera  Beit Hanoun. Cette agression avait causé la mort de sept personnes et vingt civils avaient été blessés.

## Guerre de Gaza
Le 9 juillet 2024, 29 personnes ont été tuées dans un bombardement israélien sur une école abritant des déplacés à Abassan.
Le 19 mars 2025, un autre bombardement sur une maison tue 16 personnes, principalement des femmes et des enfants selon l’hôpital européen de Rafah.